# Elatostema monandrum
Elatostema monandrum là loài thực vật có hoa trong họ Tầm ma. Loài này được (Buch.-Ham. ex D.Don) H.Hara mô tả khoa học đầu tiên năm 1975.